# Derecho de los Estados Unidos

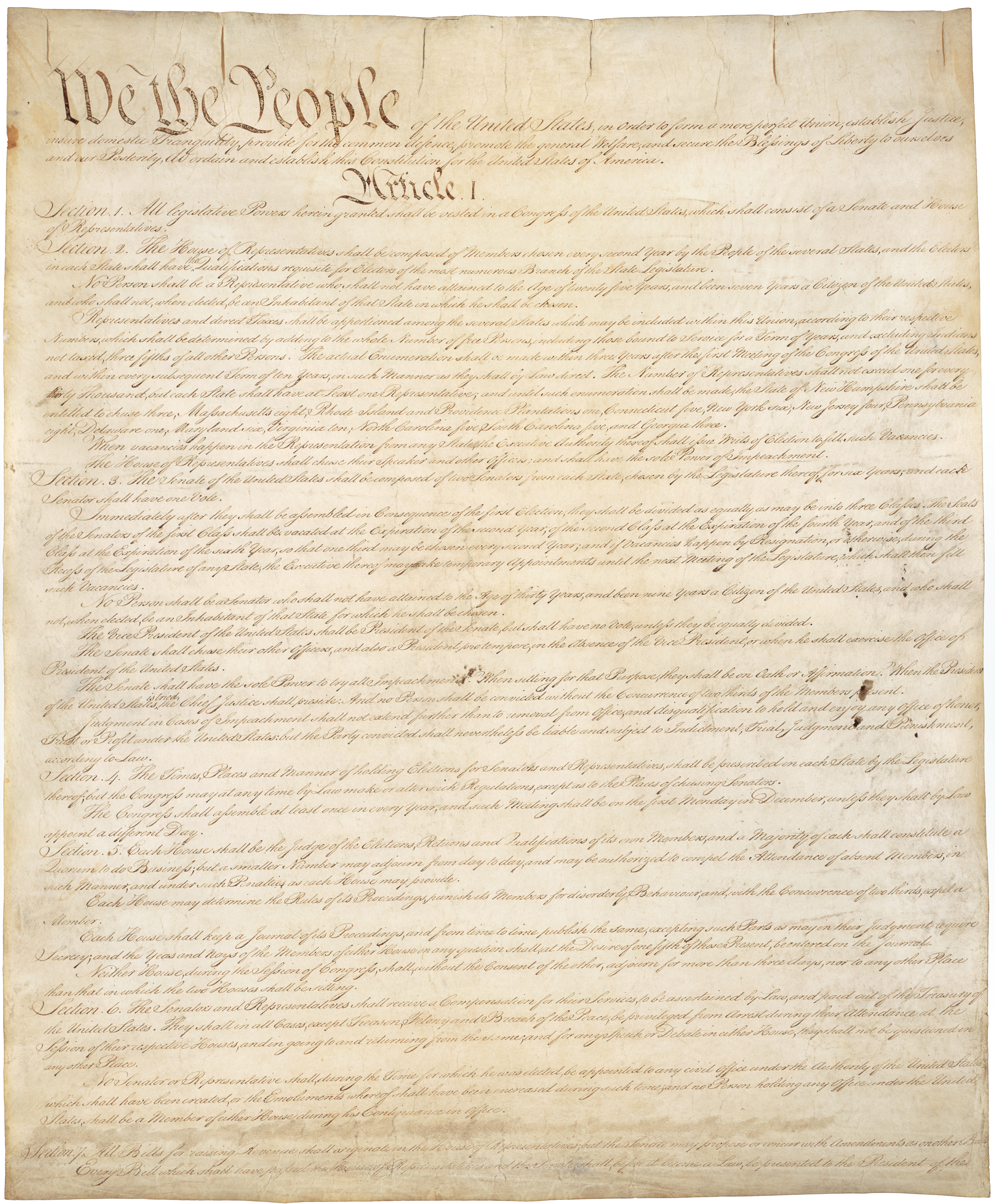
La Constitución de los Estados Unidos de América es la norma suprema del ordenamiento jurídico del país.

El derecho de Estados Unidos es un sistema que deriva en gran medida del Common Law (derecho anglosajón) que estaba vigente en el derecho de Inglaterra en la época de la Guerra de Independencia. Actualmente la ley suprema de la nación es la Constitución de Estados Unidos, y bajo el principio de supremacía constitucional, las leyes aprobadas por el Congreso y los tratados en que Estados Unidos sea parte, suponen el siguiente escalón de la jerarquía de fuentes del derecho. Estos forman la base para las leyes federales bajo la constitución federal en Estados Unidos, estableciendo los límites de la legislación federal y de las leyes en los cincuenta estados y otros territorios del país.

## Derecho estatal

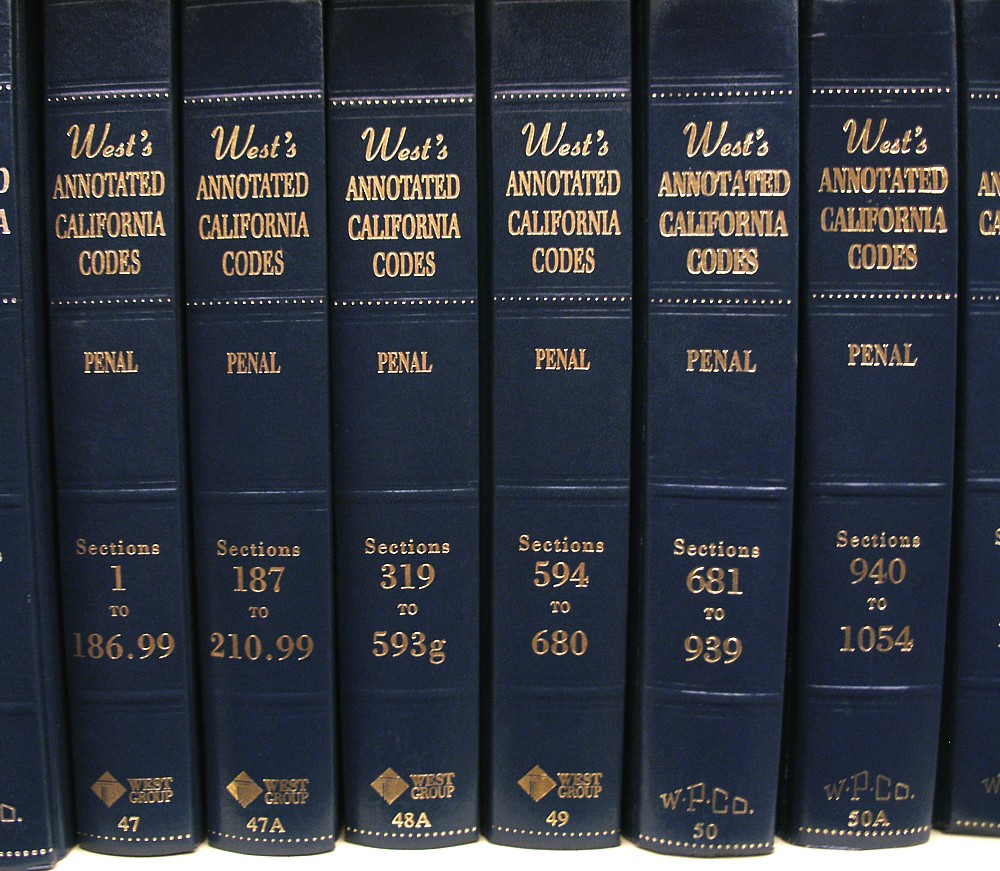
Volúmenes de la edición comentada del Código Penal de California, editada por Thomson West.

## Esquema general